# 久洛伊·费伦茨
久洛伊·费伦茨（匈牙利語：Gyulai Ferenc，匈牙利語發音：[ˈɟulɒji ˈfɛrɛnts]，1799年9月1日—1868年9月1日），匈牙利贵族，曾任倫巴第-威尼托总督，在馬真塔戰役中指挥奥地利军队失败。